# Feldzug in Montenegro
Der Feldzug in Montenegro fand im Ersten Weltkrieg zu Jahresbeginn 1916 statt. Er war eine Folgeoperation der Eroberung Serbiens durch die Mittelmächte. Sein Ergebnis war die Niederschlagung des militärischen Widerstandes und die Besetzung des Königreichs Montenegro durch die Armee Österreich-Ungarns. Beide Operationen gingen fließend ineinander über.

## Hintergrund
Nachdem der Feldzug gegen das Königreich Serbien Ende November 1915 mit dem Übertritt der Reste der serbischen Armee auf albanisches und montenegrinisches Gebiet beendet war, entschloss sich das k.u.k. Oberkommando in Teschen, den Schwung der Operation auszunutzen und zunächst Montenegro als Gegner auszuschalten. Dies ergab sich aus der Tatsache, dass die montenegrinischen Truppen, die in Serbien gekämpft hatten, ebenfalls auf ihre Landesgrenze zurückgedrängt worden waren und dabei hinhaltenden Widerstand leisteten. Die ursprüngliche Absicht, mit nur schwachen Kräften von Priština aus – sozusagen in einem Lauf – Montenegro einzunehmen, musste man bald fallenlassen.
Der k.u.k. Generalstabschef Franz Conrad von Hötzendorf wollte die durch das Feuer montenegrinischer Batterien dauerhaft bedrohte Bucht von Cattaro freikämpfen, um diese Seebasis besser für die Flotte verwenden zu können. Weiterhin sollte versucht werden, die seit Mitte Dezember gebildeten italienischen Brückenköpfe bei Durazzo und Valona zu zerschlagen und die von den Truppen der Entente neu eröffnete Salonikifront zu eliminieren. Die winterliche Jahreszeit, katastrophale Straßenverhältnisse und das Fehlen von Bahnverbindungen im Gebirgsland Montenegro führten dazu, dass die Versorgung nicht mehr sichergestellt werden konnte und man daher umdisponieren musste.

## Planung und Aufmarsch der Gegner
Mitte Dezember 1915 wurde vom Oberkommando der k.u.k. 3. Armee das XIX. Armeekorps dem Oberkommandierenden von Bosnien, Herzegowina und Dalmatien, General der Infanterie Stephan Sarkotić von Lovćen unterstellt. Diese Armeegruppe, zu der auch einige selbstständige Verbände gehörten, wurde zwischen Trebinje und Kotor für den Angriff bereitgestellt. Die Wegnahme der alles beherrschenden Lovćen-Höhenstellung (zwischen 1300 und 1700 m) war zwingend erforderlich, da die montenegrinische Artillerie von den Höhen den österreich-ungarischen Kriegshafen und nahezu die gesamte Bucht von Cattaro beherrschte. Da sich die Hauptmacht der montenegrinischen Armee an der Westgrenze gesammelt hatte (nur Teile hatten in Serbien gekämpft) sollte dann der Hauptangriff von hier, aus dem Küstenbereich von Bosnien-Herzegowina vorgetragen werden. Aus Richtung Trebinje würden Verbände mit einem zweiten Stoß in das Landesinnere vordringen und noch vorhandene Feindkräfte aufreiben. 
Die Montenegriner, die unter dem Oberbefehl ihres Königs Nicola I. standen, verfügten über 52.400 Mann, die von 155 Geschützen unterstützt wurden. Die unmittelbar an der Grenze sichernden vier Hauptgruppen (etwa 35.000 Mann) unterstanden den Generalen Mitra Martinović (Gruppe Lovcen, 8.000 Mann), Serdar Janko Vukotić (westliche Gruppe Herzegowina, 15.000 Mann), Radomir Vesevica (östliche Gruppe Vasojević, 6000 Mann) und Luka Gojnić (Gruppe Mojkovac im Sandžak, 6.000 Mann).
Die k.u.k. 3. Armee unter General Hermann Kövess von Kövesshaza verfügte über etwa 101.000 Mann und 1170 Kavalleristen. Dazu kamen 417 bewegliche und 530 ortsgebundene Geschütze.
Gegen die Nord- und Ostfront der Montenegriner hatte das k.u.k. VIII. Armeekorps unter General Viktor von Scheuchenstuel anzugreifen. Es hatte im Osten die dort vorhandenen montenegrinischen Kräfte durch Vorstöße auf breiter Front zu binden. Dazu war am rechten Flügel die 62. Infanterie-Truppendivision (Feldmarschalleutnant von Maasfeld) gegen den Tara-Abschnitt, in der Mitte die 53. und 59. Infanterie-Truppendivision (Generalmajor Pongrácz und FML Snjarić) auf Berane und Peć angesetzt. 
Den Hauptangriff im Westen hatte aber das k.u.k. XIX. Armeekorps unter FML Trollmann zu führen, angesetzt waren dabei 69 Bataillone, 2 Schwadronen und 63 Batterien mit 57.570 Mann und 170 Reiter. An Artillerie unterstützten den Angriff 254 mobile und 360 ortsfeste Geschütze sowie 58 Marinegeschütze. 
Den infanteristischen Angriff auf die Höhenstellung führten aus der Bucht von Cattaro die Gruppen des FML Sorsich (später 63.I.T.D.) mit 6150 Mann und 16 Geschütze und FML Braun (47. I.T.D., später geführt von FML Weber von Webenau) mit 16.500 Mann und 30 Geschütze. Nördlicher operierte die selbständige Gruppe des Generalmajor Zhuber mit zwei Brigaden gegen Krivošije.

## Westfront

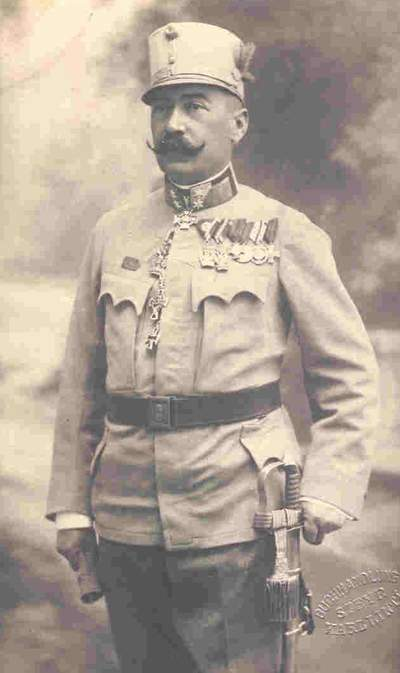
General der Infanterie Ignaz Freiherr Trollmann von Lovcenberg

Das XIX. Armeekorps hatte sich in der Bucht von Cattaro konzentriert, um den schwer befestigten Gebirgsrücken des Lovćen anzugreifen. Dieser war die gegnerische Schlüsselstellung und wurde von der Armee Montenegros als Zitadelle angesehen. Auch die Hauptstadt Cetinje wurde durch das Gebirgsmassiv gedeckt. An die hier versammelten Verteidiger schloss sich eine nicht zusammenhängende Front bis etwa nach Nikšić an. Die Verbände machten etwa 2/3 der montenegrinischen Armee aus, die insgesamt auf noch 25.000 bis 30.000 Mann geschätzt wurde.
Am 8. Januar begann der massive Angriff der 47. I.T.D. auf den Berg, wobei die österreichischen Truppen von der Schiffsartillerie der k.u.k. Kriegsmarine unterstützt wurden. Gleichzeitig stießen zwei selbstständige Brigaden und die Gruppe Feldmarschalleutnant Braun auf Nikšić vor, damit die linke Flanke deckend und gleichzeitig die montenegrinischen Kräfte an der Nordostfront im Rücken bedrohend. Innerhalb von 48 Stunden fiel der Krstacsattel und der Lovćengipfel. Am 10./11. Januar war der Lovćen durch Einheiten der Bosniaken fast vollständig erobert. 
Am 13. Januar 1916 nachmittags hatten die Vorhuten die Hauptstadt Cetinje erreicht. Im nördlichen Abschnitt hatten die Österreicher bis zu diesem Tag gegen erbitterten Widerstand etwa 10 Kilometer in Richtung Nikšić vordringen können.

## Ostfront

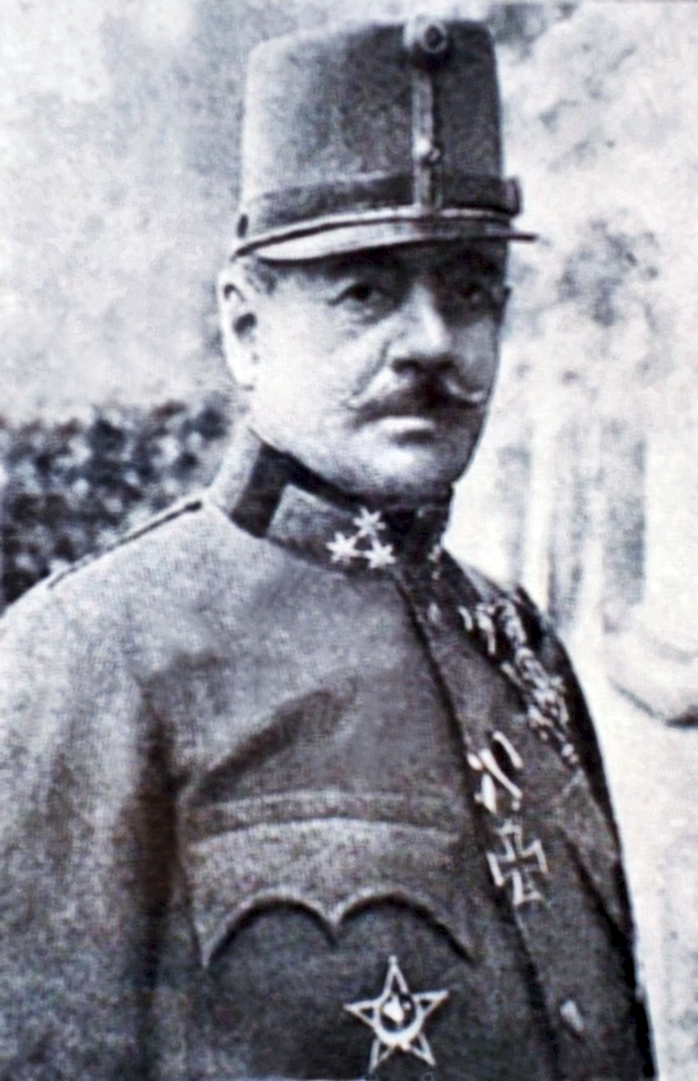
Generaloberst Viktor Graf von Scheuchenstuel

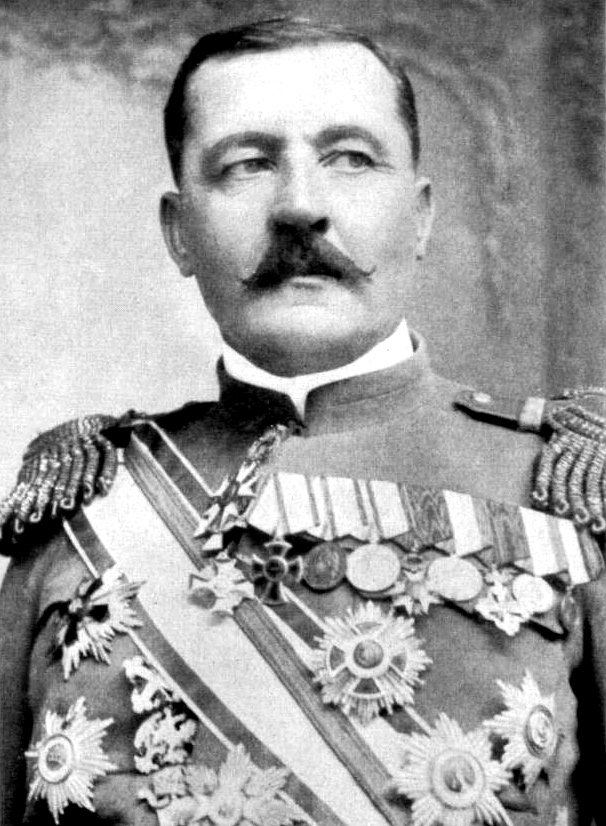
Serdar Janko Vukotić

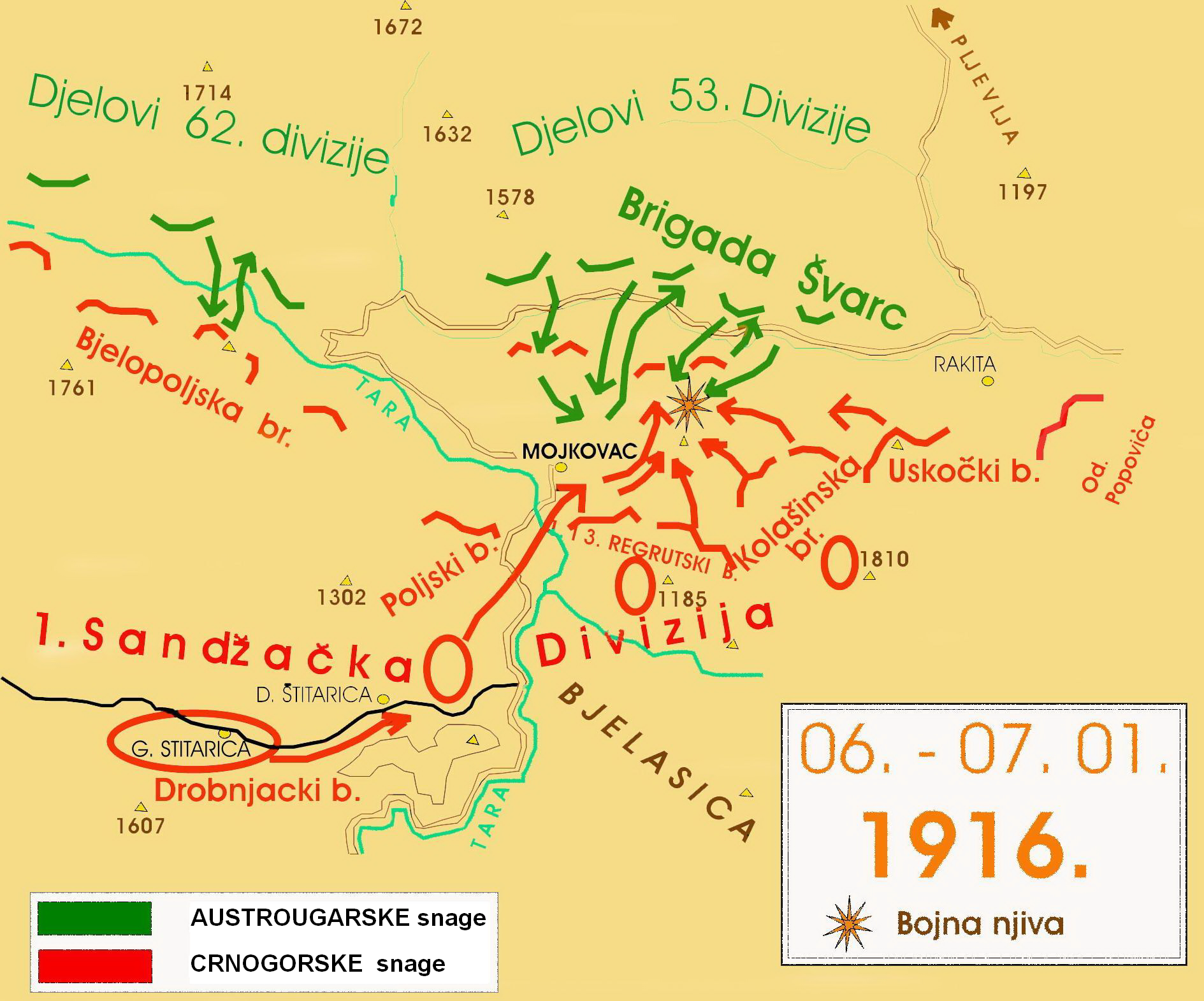
Schlacht bei Mojkovac

Das VIII. Armeekorps, das die zurückweichenden montenegrinischen Expeditionstruppen der Sandžak-Armee unter Serdar Janko Vukotić aus Serbien verfolgt hatte, hatte einerseits die Aufgabe, diese zu binden, und setzte dafür Teile der 62. und die 53. Infanterie-Truppendivision ein – andererseits sollte es an deren rechten Flügel vorbeiziehen und sich mit den Truppen des XIX. Korps vereinigen, um so Montenegro in zwei Teile aufzuspalten. Die serbische Armeeführung hatte der Sandžak-Armee die neugeformten Kosovo-Abteilungen zugestellt. Diese sollten mit der Sandžak-Armee den Rückzug der serbischen Hauptstreitmacht der 1. Armee über Montenegro von Peć-Andrijevica-Podgorica-Skadar decken.
Die 62. Infanteriedivision unter FML Kalser von Maasfeld drang ab 27. November 1915 aus dem Raum Višegrad von Norden her in Montenegro ein und drängte die gegnerischen Abwehrkräfte auf eine Linie von Pljevlja (1. Dezember) und Bijelo Polje (16. Dezember) entlang des Flusses Tara zurück. Im Laufe des Dezember wurde dort angehalten um die Nachschublinien abzusichern. Parallel dazu drang etwas östlicher auch die 53. Infanterie-Truppendivision (FML Pongracz) von Nordosten nach Süden vor.
Um das weitere Vorgehen der 62. und 53. Division am Tor von Mojkovac zwischen den Hochgebirgsstöcken des Durmitor-Sinjajevina-Plateaus und der Bjelašnica aufzuhalten, befehligte Serdar Janko Vukotić nach dem Vorstoß der k.u.k. Divisionen am 6. Januar, dem Heiligen Abend nach Julianischem Kalender, einen generellen Angriff seiner Armee von 6500 Mann zum 7. Januar gegen die gut ausgebaute Stellung der k.u.k. Armee auf der Bojna njiva. Daraus entwickelte sich die Schlacht von Mojkovac am Weihnachtsfest der orthodoxen Montenegriner, die ihren Höhepunkt im Zusammentreffen der beiden Hauptkräfte der Armeen in einen äußerst blutigen Kampf auf Bajonetten um die Bojna njiva erreichte. Nachdem die beiden ersten montenegrinischen Angriffe stecken geblieben waren, führte Serdar Vukotić unter der Weisung, dass das Feld unter allen Mitteln einzunehmen sei, seine einzige Reserve, das Drobnjačka-Bataillon, ins Gefecht. Nachdem die erste Reihe der 53. Division eingenommen worden war, nicht jedoch die zweite, folgte ein allgemeiner Angriff der drei Gruppen des Bataillons in einer Linie im Sturm auf die Verteidigungsstellungen. Der Kampf wurde, nachdem das Bataillon auch in die Hauptreihe der 53. Division eingedrungen war, in der Entscheidung mit Messern und Bajonetten geführt, woraufhin die k.u.k. Truppen die Bojna njiva fluchtartig verlassen mussten. Nachdem die Montenegriner so die Bojna njiva eingenommen hatten, entschied General Wilhelm von Reinöhl (1859–1918) einen Gegenangriff in der Absicht der Zurückeroberung mit Aufgebot der letzten Reserven und der 205. Brigade. Der Kampf auf der verschneiten Bojna njiva dauerte bis in die Nacht; keine Seite konnte eine Entscheidung herbeiführen.
Gleichzeitig griffen die 10. und 18. Gebirgsbrigade aus dem Raum Novi Pazar nach Westen an, eroberten am 10. Januar Berane und öffneten die Straße nach Podgorica. Die parallel angesetzte 205. Landsturm-Gebirgsbrigade und die 9. Gebirgsbrigade stießen von Priština über Peć und Velika nach Westen vor.
Am linken Flügel des VIII. Armeekorps deckte den Angriff die 57. Infanterie-Truppendivision unter FML Goiginger an der Linie Djakova-Prizren.

## Allgemeine Lage
Kurz nachdem die Hauptstadt Cetinje besetzt worden war, erreichte ein Schreiben den Stab des XIX. Armeekorps. Es war in französischer Sprache abgefasst, von König Nikola unterzeichnet und lautete:

„An Seine kaiserliche und königliche Apostolische Majestät Franz Joseph I., Kaiser von Österreich, Wien
Sire! Da Ihre Truppen heute meine Hauptstadt besetzt haben, befindet sich die montenegrinische Regierung in der Notwendigkeit, sich an die kaiserliche und königliche Regierung zu wenden, um von ihr mit der Beendigung der Feindseligkeiten den Frieden zwischen den Staaten Eurer kaiserlichen und königlichen Majestät und meinem Lande zu erbitten. Die Bedingungen eines glücklichen Siegers können streng sein; ich wende mich daher im voraus an Eure Majestät, um Fürsprache einzulegen für einen ehrenvollen Frieden, würdig des Ansehens eines Volkes, das sich noch vor kurzem Ihres Wohlwollens, Ihrer Achtung und Sympathie erfreute. Ihr großmütiges und ritterliches Herz wird ihm, so hoffe ich, keine Demütigung auferlegen, welche es nicht verdient.
Nicola“

In einem zweiten Schreiben bat die montenegrinische Regierung um Einstellung der Feindseligkeiten und um Einleitung von Friedensverhandlungen. Das wurde zugesagt, wenn die montenegrinische Armee unverzüglich die Waffen niederlegen würde. Nachdem diese Forderung erfüllt worden war, wurden am 17. Januar 1916 die Kampfhandlungen eingestellt. Etwa drei Viertel des Landes waren besetzt. Wer von den montenegrinischen Soldaten sich bedingungslos ergeben hatte, wurde in den Status einen Nichtkombattanten versetzt und nach Hause geschickt. Wer mit Gewalt entwaffnet werden musste, kam in Kriegsgefangenschaft.

## Folgen
Montenegro verlor im Weltkrieg 20.000 Soldaten, das waren 40 % aller mobilisierten Soldaten und 10 % der Gesamtbevölkerung. Andere Angaben sprechen sogar von 39.000 und 16 % Gesamtverlusten, womit Montenegro der am schwersten betroffene Kriegsteilnehmer war.
König Nicola I. als Oberbefehlshaber hatte seine Armee im Stich gelassen und sich nach Italien abgesetzt. Sein jüngerer Sohn Mirko, die Nummer zwei der Thronfolge, blieb jedoch in Montenegro in österreichischer Obhut zurück, was Mutmaßungen über Separatfriedensbemühungen Nicolas mit den Mittelmächten begünstigte. Nicola I. und seine Regierung begaben sich hingegen über das verbündete Italien in das ebenfalls verbündete Frankreich, wo sie auch nach Kriegsende verblieben.
Ende Januar 1916 setzte das k.u.k. XIX. Armeekorps den Feldzug nach Nordalbanien fort, um gelandete Einheiten des italienischen XVI. Korps unter General Bandini zu vertreiben. Am 23. Januar besetzten die Österreicher Skutari und am 9. Februar Tirana. Zwischen dem 23. und dem 26. Februar wurde die italienische Brigade Savona gezwungen, sich in Durazzo wieder einzuschiffen. Zur Sicherung des von der österreichischen 14. Gebirgsbrigade bedrohten Vojusa-Abschnittes wurden im April auch albanische Freiwillige unter Kapitän Ghilardi eingesetzt. Im Mai kam es an der Vojusa (heute Vjosa) im Raum nördlich Valona zum Stellungskrieg.